# 地平線
- 關於天球坐标系中与地平面相交的大圆，請見「地平圈」。
- 關於與地平線意思相近的條目，請見「地平線 (消歧義)」。

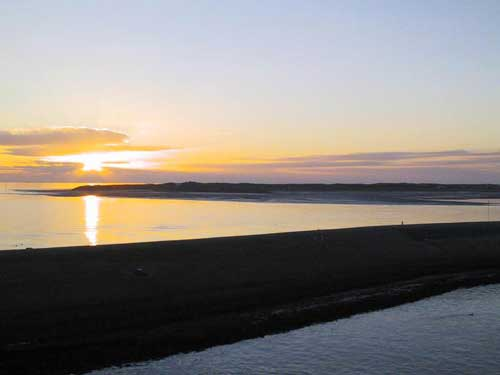
地平線

地平線指地面與天空的分隔線，此線將所有可見的方向分成二種：能與地表相交，和不能與地表相交。在很多地方，真地平線會被樹木、建築物、山脈等所掩蓋而其與天空相交造成的線稱作可見地平線。然而，如果身處海中的船上，則可以輕易看到真地平線。

## 簡介
歷史上，人們與可見地平線的距離甚為重要，因為其代表著在電波傳送與電報發明前人類通訊與相見所能及的最遠距離。即使在今日，當飛機在目視飛航規則下飛行時，機師亦有著一個名為目視飛航的技巧來控制飛機，即利用飛機尖與地平線的關係來控制飛機。其亦根據地平線來進行空間定位。
在很多情況下，特別是在透視圖裡，地面的曲率傳統上被忽略，而地平線則被當為地面和畫面的交線。值得注意的是，當觀看者接近地面時，幾何地平線（假設地面為平與無限廣闊的）與真地平線（即地面為曲面）的差距變得很少。所以即使地面真的是平的，仍會存在一條可見地平線，而對站在真正平的地面的觀看者來說，其看到的地平線的位置與外表與站在曲的地面的觀看者所看到的差距並不大。

## 計算
在天文學裡，地平線指觀看者所看到的地平面。其為地平坐標系的基面，而在其上的點有著零度的地平緯度。就如上述的幾何地平線般，在天文學裡的地平線可以被當作太空裡的平面，而非畫面上的線。
站在平原上、高塔上或被平原包圍的山丘上時，與地平線的距離大約為{\displaystyle {\sqrt {13h}}}公里，h是眼睛與地面的高度差距。

### 例子

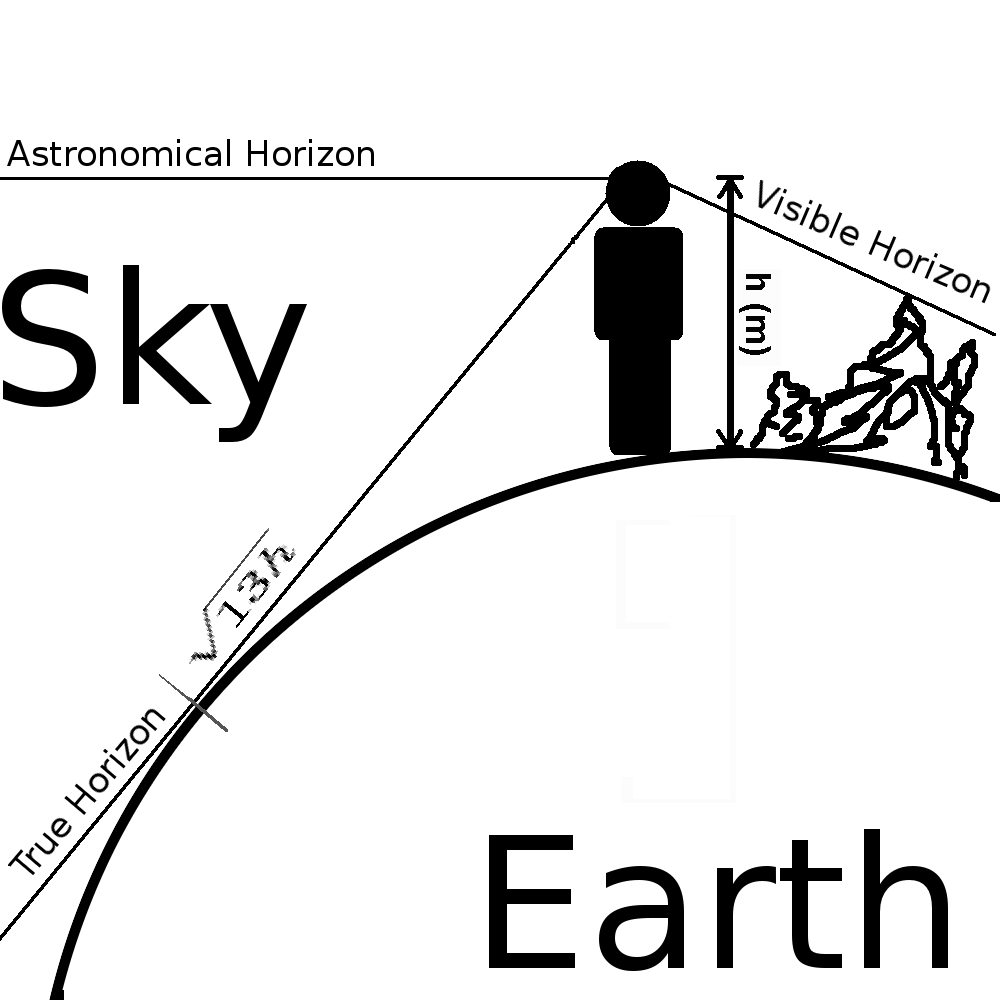
三種地平線

- 站在平面上，h = 1.70公尺，則與地平線相距4.7公里
- 站在山丘或高塔上，高度為100公尺，與地平線相距36公里

這些數字指出人們在地平面上的理論能見度（當然亦會因空氣的清晰度而改變）。當計算與高塔尖的距離時，因為船的桅杆或山丘在地平線上，所以需要加上其高度所產生的水平距離。如站在地面時，h = 1.70公尺，若天氣許可的話，人們則可以在距高塔41公里的地方清楚看到高100公尺的高塔塔頂。
與地平線距離的公式的英制單位計法為{\displaystyle {\sqrt {1.5h}}}英里，h為眼睛與地面的高度差距，單位為英尺。
當h少於地球半徑時（6371公里），公制的公式是合理的（英制的公式亦頗精確）。而即使在人造衛星上亦適用的準確的計算由觀看點與地平線的距離公式為
{\displaystyle {\sqrt {2Rh+h^{2}}}}
R為地球的半徑（注：這公式的R與h的單位是公里）。另一條公式為
{\displaystyle \cos {\frac {s}{R}}={\frac {R}{R+h}}.}
這公式可計算地面與觀看者所處地的底部（如塔底）的曲線長度距離s，反之，上一個公式則是觀看者眼睛與地平線的直線視距。兩道公式均假設了觀看者高度相對地球半徑來說可以被忽略。

## 外部連結
- 導出與地平線的距離 （页面存档备份，存于）
- 導出與地平線的距離（页面存档备份，存于）（有部份已被解答的問題）
- 風雅化的地平線（页面存档备份，存于）